# 白水事件

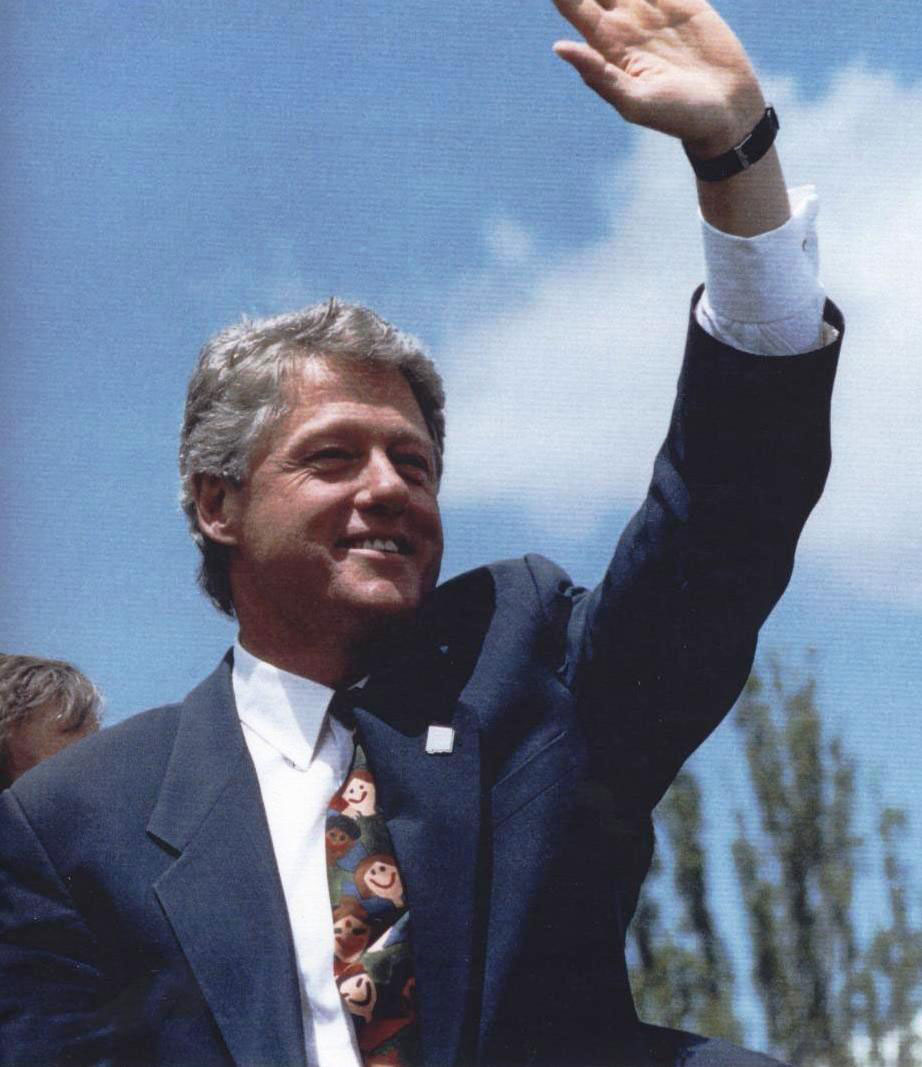
時任美國總統比爾·柯林頓

白水事件（英語：Whitewater scandal）或白水門事件（Whitewatergate），是一件美国的著名政治丑闻，发生在比尔·克林顿的總統任期，亦是白宫副法律顾问文森特·福斯特自殺疑雲的相關事件。
1992年3月，比尔·克林顿尚在竞逐民主党总统初选时，比尔·克林顿和他的妻子希拉里曾投资这家公司，但遭遇亏损。1993年7月，福斯特去世后数小时，白宫总法律顾问伯纳德·努斯鲍姆从福斯特的办公室没收了关于白水开发公司（Whitewater Development Corporation）的文档。在联邦证券交易委员会（Securities and Exchange Commission）对麦迪逊投资担保公司（Madison Guaranty，一家阿肯色州信托公司）破产的调查中，希拉里被控与这次投资相关的欺诈。事件在經過七年調查後定案，並未查出克林顿夫婦犯法的罪證，但牽涉相關案件的人不少被定罪。

## 經過
白水門事件又稱「白水開發公司案」，該公司位於克林頓家鄉及主政的阿肯色州小石城，是一家專營房地產的公司，克林頓擁有這家公司50％擁有權。該公司與阿肯色州一家儲貸擔保公司有過關係，而其老闆與克林頓份屬密友。擔保公司後來因涉嫌「銀行詐騙」破產，公司老板入獄。由於此事使美國一些納稅人損失慘重，於是聯邦調查局進行調查，發現當時的州長夫人希拉里·克林頓曾經從該擔保公司獲得過一筆非法紅利。這筆錢先存入白水開發公司名下，然後希拉里再利用法律漏洞把該錢轉出，用作克林頓1990年競逐連任阿肯色州州長的費用。

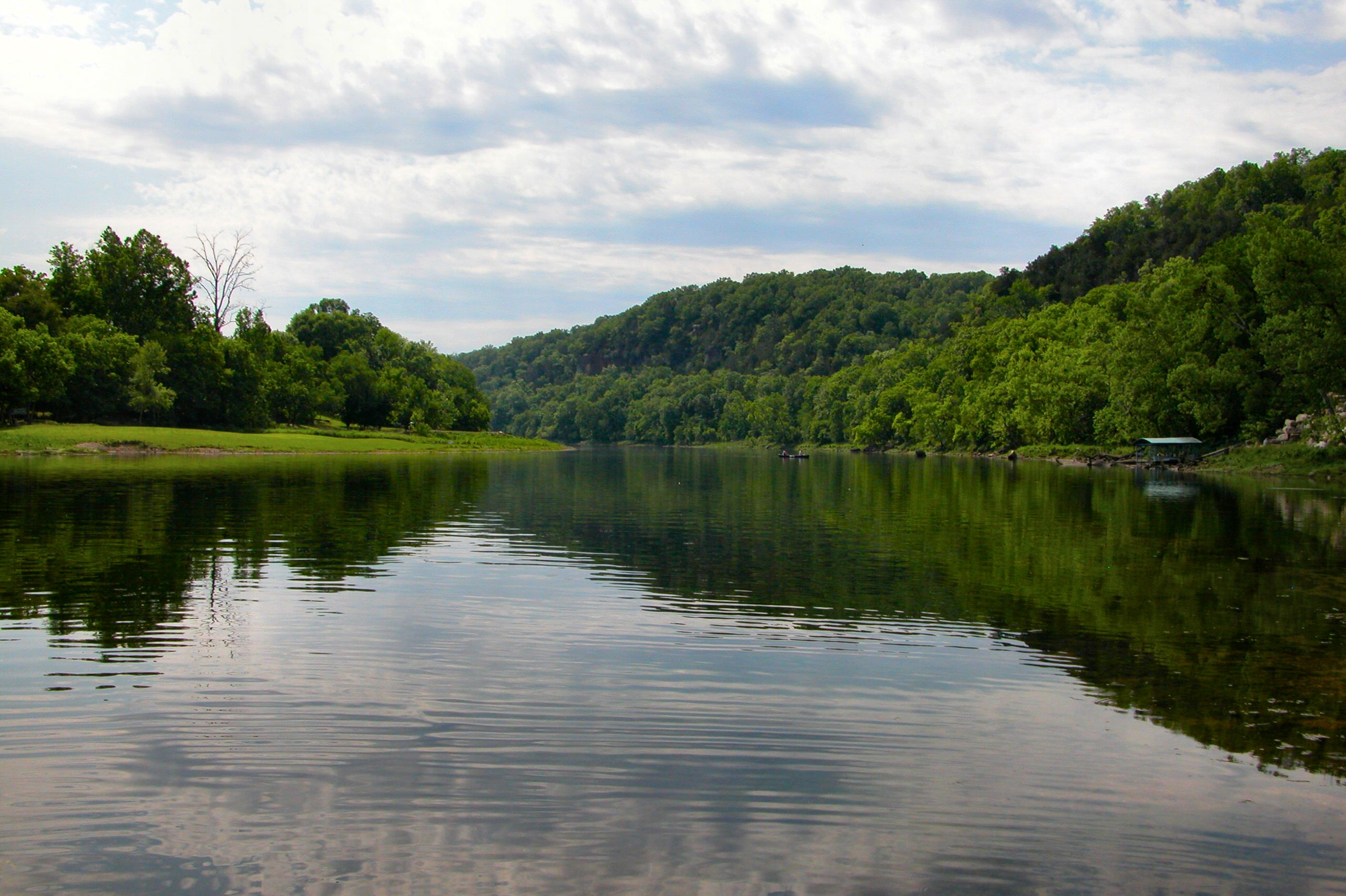
白水門事件中牽涉的一塊土地，位於阿肯色州弗利平附近

美國獨立檢察官肯尼斯·斯塔爾自1994年起就負責調查白水案，斯塔爾其後也同時參與調查萊溫斯基醜聞。後來在2000年，調查工作改由羅伯特·雷（Robert Ray）接替。第一夫人希拉里·克林頓在此案中被控妨礙司法、作偽證等罪行，她在參議院白水案委員會作證，因此成為第一位在參議院調查委員會作證的第一夫人。此事件的調查過程中，盡露希拉里強橫的政治本色，也使她自推動醫改失敗後，與共和黨的關係比克林頓更惡劣，希拉里經此事件後更加認為，共和黨通過調查她和丈夫克林頓的各種政治醜聞，實際上是打擊她的政治威信，在後來的萊溫斯基醜聞中，她更形容為「廣大的右翼陰謀」（Vast right-wing conspiracy），作為打擊她及克林頓的政治鬥爭。

## 結果
曠日持久的調查、取證、詢問和聽證，白水門事件消耗了美國政府幾千萬美元稅項。最後有多達十餘人被定罪，包括克林頓辭職後接任其州長職務的吉姆·蓋伊·塔克（Jim Guy Tucker），他因牽涉白水事件被迫於1996年辭職，但案中的關健人物——克林頓夫婦則未被查出有罪。而通曉法律的希拉里·克林頓，更一直支吾以對，使調查一直沒有結果。經過了長達七年的調查，近乎貫穿克林頓的整個八年總統任期後，最後發現不到任何足以威脅克林頓夫婦的證據。
不過，白水事件調查期間，保拉·瓊斯（Paula Jones）揭露與克林頓的不倫關係，間接引發萊溫斯基醜聞。